# Le Méridien

Das Logo von Le Méridien

Le Méridien ist eine internationale Hotelkette der Vier- und Fünf-Sterne-Kategorie und Marke von Marriott International.

## Geschichte

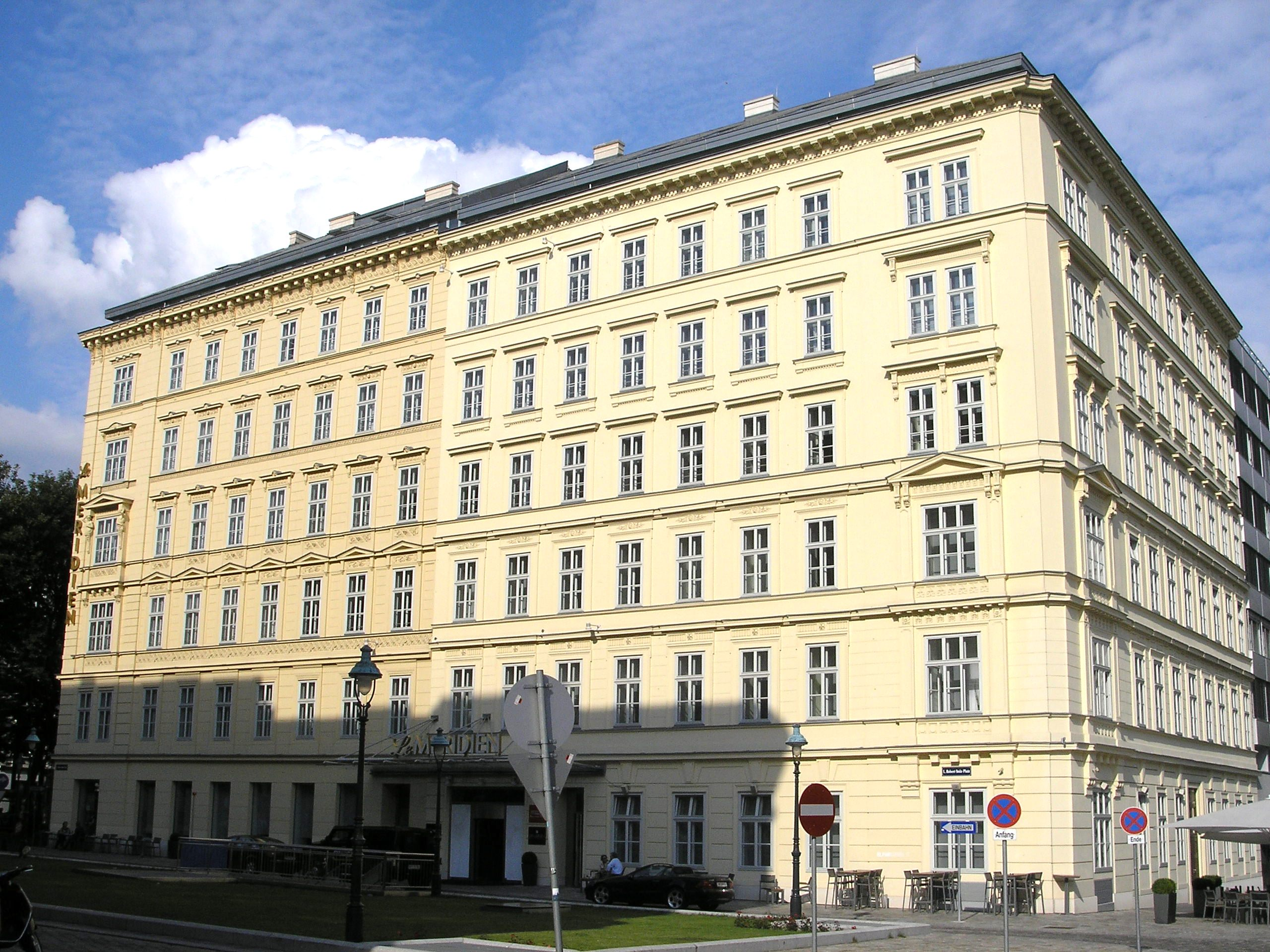
Le Méridien in Wien

Gegründet wurde sie 1972 als Tochtergesellschaft der französischen Fluglinie Air France, ursprünglich zur Beherbergung der eigenen Crews und um den europäischen Fluggästen an den Destinationen europäischen Hotelstandard bieten zu können.
Das erste Hotel war ein 1000-Zimmer-Haus in Paris, das Le Méridien Etoile. Innerhalb von zwei Jahren hatte die Gruppe zehn Hotels in Europa und zwei in Afrika errichtet. Vier Jahre später waren es 21 Hotels in Europa, Afrika, den Französischen Antillen, Kanada, Südamerika, dem mittleren Osten und Mauritius. 1991 waren es 58 Hotels und Resorts weltweit.
1994 wurde Le Méridien von der britischen Hotelgesellschaft Forte Hotel Group übernommen, die wiederum 1996 von der Granada Group plc übernommen wurde. Im Jahr 2000 wurde die Kette an die Compass Group verkauft. 2001 kaufte Nomura International plc Le Meridien für 1,9 Mrd. britische Pfund und führte die Kette mit den Principal Hotels zusammen. Im Dezember 2003 erwarb die Lehman Brothers Holdings die gesamte Kette. Die Kette kooperierte von 2000 bis 2005 zur besseren Vermarktung auf dem asiatisch-pazifischen und nordamerikanischen Markt mit den 46 Häusern der Hotelkette Nikko Hotels der japanischen Fluggesellschaft Japan Airlines.
Seit 24. November 2005 wurde die Kette als Marke des Hotelkonzerns Starwood Hotels & Resorts Worldwide geführt, die wiederum 2016 von Marriott International übernommen wurde.

## Unternehmen
Seit der Übernahme im Jahre 2005 durch Starwood Hotels & Resorts ist Robert E. Riley nicht mehr der CEO von Le Méridien. Auch die ihm unterstehende Managerstruktur (Regional Managing Directors (MD) für die fünf Gebiete Afrika & Indischer Ozean, Amerika & Karibik, Asien & Pazifik, Europa sowie Mittlerer Osten & Westasien) wurde damit aufgelöst. An Stelle Rileys trat der Senior Vice President (SVP) Le Méridien Operations, Michael Wale.

## Marken
Le Méridien unterteilt sich in drei Marken:
- Le Méridien für Häuser der gehobenen Vier- und Fünf-Sterne-Kategorie
- Le Royal Méridien für Häuser der gehobenen Fünf-Sterne-Kategorie
- Art & Tech für Häuser mit besonders moderner und zeitgleich kunstvoller Einrichtung

## Standorte
Mit Stand November 2013 verteilen sich 120 Hotelstandorte auf Asien, den pazifischen Raum, den mittleren Osten, Afrika, Europa sowie ehemaligen französischen und britischen Kolonien. Das letzte Hotel in Australien wurde 2005 in Melbourne geschlossen. In Europa wurden in den letzten Jahren Hotels der Kette in München, Hamburg, Stuttgart und Wien eröffnet.